# ハンナ・シュヴァルツ
ハンナ・シュヴァルツ（Hanna Schwarz, 1943年8月15日 - ）は、ドイツのアルト歌手。本名はイレーネ・ヨハンナ・シュヴァルツ(Irene Johanna Schwarz)。

## 概要
ハンブルク生まれ。生地で心理学と声楽を学び、エッセンのフォルクヴァンク音楽院とハノーファー音楽大学で声楽を修得した。1970年にハノーファーでジュゼッペ・ヴェルディの『リゴレット』のマッダレーナ役でデビューを飾る。1973年からハンブルク国立歌劇場に所属するも、その翌年からバイエルン国立歌劇場にも出演するようになった。1975年にはバイロイト音楽祭にリヒャルト・ワーグナーの『ラインの黄金』のフロースヒルデ役で初登場し、1998年まで音楽祭に参加した。1977年にはサンフランシスコ歌劇場で『ラインの黄金』のフリッカ役で出演してアメリカでのデビューを果たしている。